# 李欽昊
李欽昊（1486年—？），字子翼，順天府東安縣人，民籍，明朝政治人物。

## 生平
正德十一年（1516年）丙子科順天鄉試第八十六名舉人，嘉靖二年（1523年）中式癸未科會試第三百四十三名，三甲第一百三十五名進士。授安慶府推官，累升戶部遼東管粮郎中，十四年（1535年）四月广宁军变，巡抚吕经被捉，士兵向李钦昊索取被克扣的草价银和冬衣，事变平定後，李钦昊被调职。後官至浙江布政使司参议。

## 家族
曾祖李東，行人司副，贈太僕寺少卿。祖父李侃，都察院右僉都御史。父李德恢，浙江布政使司右參政，贈中大夫。母延氏，封恭人，贈淑人。永感下。兄李暐，弟李光需、李光霽。